# Vanuatus damlandslag i fotboll
Vanuatus damlandslag i fotboll representerar Vanuatu i fotboll på damsidan. Dess förbund är Vanuatu Football Federation.